# Eudemão (poeta)
Eudemão (em latim: Eudaemon; em grego: Ευδαιμων; romaniz.: Eudaimon) foi um poeta e advogado romano do século IV, ativo na Palestina. Também foi gramático, correspondente de Libânio e autor de uma "arte gramática" (τέχνη γραμματική), uma onomástica ortográfica (όνοματικη όρθογραφία) e vários poemas.
Nativo de Pelúsio, no Egito, pertencia a uma família não-rica e era primo de Eunomo. Em 357, de acordo com as cartas de Libânio, exerceu os ofícios de advogado, retor e sofista em Elusa. Em 360, solicitou para si um estipêndio oficial. Em seguida, dirige-se para Constantinopla e logo regressou, em 361, ao Egito. É novamente citado em 363.